# Coryphodon
Il corifodonte (Coryphodon Owen, 1845) è un genere di grande mammifero primitivo vissuto nel Paleocene e nell'Eocene i cui resti fossili sono stati rinvenuti in America del Nord ed Europa.

## Descrizione

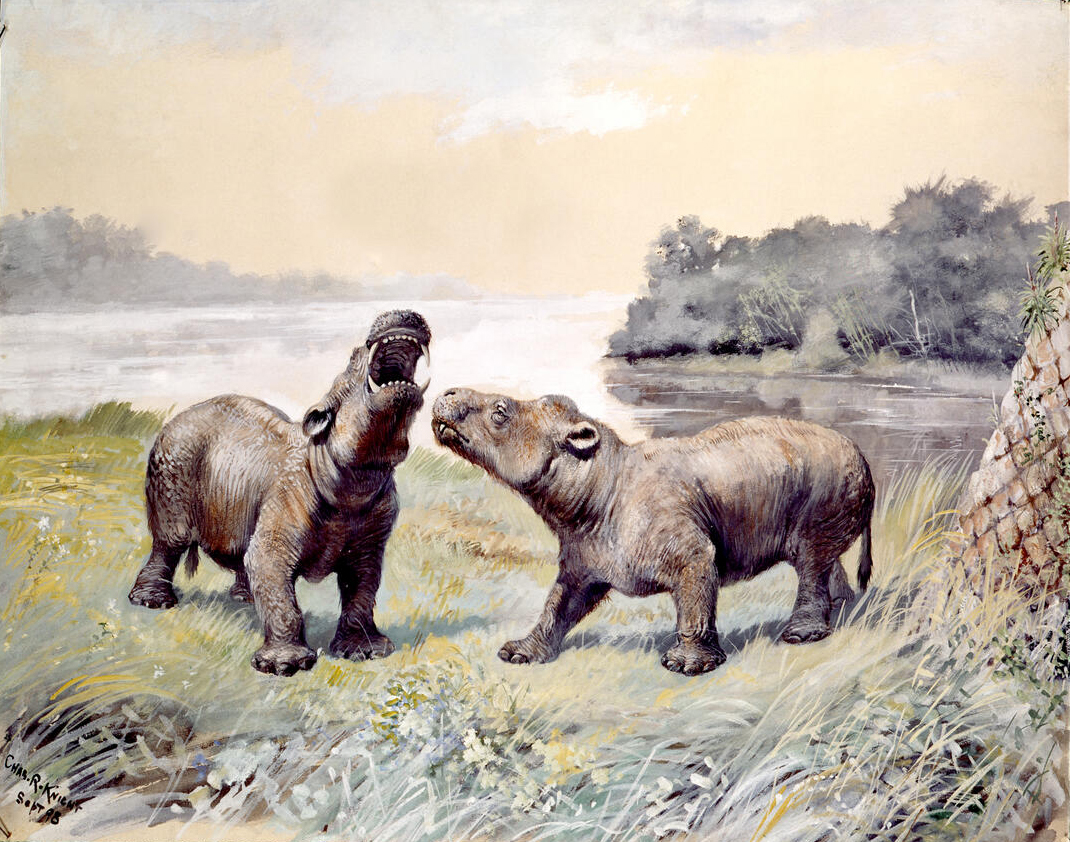
Ricostruzione di R. Knight

Il corpo voluminoso di questo animale ricordava quello di un ippopotamo, e come questo probabilmente anche il corifodonte viveva presso i corsi d'acqua. Le zampe erano molto robuste, dotate di zoccoli, e sostenevano la grande mole del corpo allungato. La coda, contrariamente a molte altre forme di animali simili (pantodonti) era molto corta, mentre il grande cranio era armato di formidabili canini, utilizzati forse nel display intraspecifico o nelle rare occasioni in cui il corifodonte veniva attaccato dai carnivori. La mole di questo animale, tuttavia, probabilmente bastava a scongiurare gli attacchi dei predatori, dal momento che il corifodonte raggiungeva i tre metri di lunghezza.
Il cervello di questo animale era notevolmente piccolo in rapporto alla massa corporea, e si ritiene che il corifodonte fosse stato uno dei mammiferi meno intelligenti mai vissuti. Nonostante ciò, questo animale è vissuto per un periodo di tempo abbastanza lungo ed è stato ritrovato in due diversi continenti (America del Nord ed Europa), senza contare che forme simili sono note in Asia (ad esempio il gigantesco Hypercoryphodon), a testimonianza del successo evolutivo dei corifodonti. I resti di Coryphodon sono stati rinvenuti anche nei Gessi di Montmartre, che furono studiati da Georges Cuvier all'inizio del XIX secolo.

## Tassonomia
Il genere comprende le seguenti specie:
- Coryphodon eocaenus (Owen, 1846)
- Coryphodon flerowi Chow, 1957
- Coryphodon gosseleti Malaquin, 1899
- Coryphodon lobatus Cope, 1877
- Coryphodon oweni Hebert, 1856
- Coryphodon pisuqti Dawson, 2012
- Coryphodon proterus Simons, 1960
- Coryphodon ryani Morgan et al., 1995
- Coryphodon singularis Osborn, 1898